# Associazione di Costruzione Nazionale Democratica della Cina
L'Associazione di Costruzione Nazionale Democratica della Cina (中国民主建国会S, Zhōngguó Mínzhǔ Jiànguó HuìP), conosciuto anche con l'abbreviazione in cinese Minjian (民建), è uno degli otto partiti politici cinesi riconosciuti legalmente nella Repubblica Popolare Cinese che seguono le direttive del Partito Comunista Cinese e che sono membri della Conferenza politica consultiva del popolo cinese. È stato fondato a Chongqing nel 1945 dalla società educativa vocazionale, un'ex organizzazione membra della Lega Democratica Cinese.
Il vicepresidente dell'Associazione è stato Rong Yiren che ha servito anche come vicepresidente della Repubblica Popolare Cinese sotto la 4° Costituzione della Cina Popolare tra il 1993 e il 1998.
I membri del partito sono imprenditori provenienti dalla produzione, dalla finanza e dalle industrie commerciali sia private che statali.